# Rochers de Naye
Rochers de Naye es una montaña de 2045 metros de altura perteneciente a los Alpes berneses de Suiza. Se encuentra situada próxima al lago Lemán, en la comuna de Veytaux y Villeneuve, junto a Montreux, en el Cantón de Vaud.
Se puede acceder mediante rutas a pie, aunque el medio más cómodo es el tren, puesto que es el punto donde finaliza el ferrocarril de vía métrica de cremallera Montreux - Glion - Rochers de Naye.
Desde el pico se puede disfrutar de vistas del lago Lemán y los alpes berneses, franceses, valdenses y valaisianos.  